# Anjo Negro (peça)
Anjo Negro é uma peça teatral do gênero de literatura dramática de Nelson Rodrigues escrita em 1946. Para a época, possui características diferentes do teatro brasileiro sendo contada ao longo de apenas um dia. A peça é baseada na drama do problema racial, embora contenha elementos ligados a sexualidade assim com outras obras do autor.
A peça chegou a ser censurada porém posteriormente liberada. Recebeu críticas positivas para o trabalho do elenco e diretor, e negativas a respeito dos texto considerado fraco.

## Sinopse
Ismael e Virgínia lamentavam a morte de seu terceiro filho, quando aparece Elias, um homem branco e cego, que é impedido de entrar no funeral. Ele revela a Virgínia que Ismael nunca aceitara ter um irmão branco e que fora ele o causador de sua cegueira quando eram meninos. Depois de uma série de confissões, Elias e Virgínia deitam-se, o que desencadeia uma sequência de revelações e problemas.